# 어글리후드
어글리후드는 매주 토요일마다 연재하는 네이버 웹툰이다. 웹툰 작가 미애의 데뷔작이며, 2017년 12월 8일부터 연재를 시작했다.

## 줄거리

### 시즌1
지구 인구 중 95%가 지구에에 유일신 야마누스가 존재한다고 믿는 세상. 하지만 주인공인 엘사 브라이언트는 야마누스의 존재를 부정하여 사람들 몰래 테러범 어글리후드로 활동했다. 그러는 사이, 엘사 브라이언트는 반교회 집단 '빈디카리' 중 하나인 네임드와 손을 잡게 되며, 쎄타시 교회를 상대로 큰 승리를 거둘 수 있게 된다.

### 시즌 2
시즌 2는 엘사 브라이언트가 알파시로 간지 1년이 지난 시점에서 시작한다. 엘사 브라이언트는 알파시의 추기경 베키 레너드와의 약속대로 조용히 살아가려 했지만 베키 레너드의 속내가 드러남과 동시에 전쟁에 휘말리게 되고, '어글리후드'로서의 활동을 다시 하게 된다.